# 我們的教科書
《我們的教科書》為一部從2007年4月12日到6月28日、逢星期四（日本時間）22:00-22:54於富士電視台播放、由菅野美穗主演的電視連續劇。全劇共12集。
本劇也是菅野美穗繼日本電視台於2005年秋季檔期播出的《愛之歌》（あいのうた）後再次主演的一部電視連續劇。
電視劇的宣傳標語為「我們有改變世界的可能嗎？」，而在節目宣傳節目中的旁述則由志田未來負責。
香港無綫劇集台從2007年12月29日起首播此劇，譯名為「14歲的教科書」。

## 故事
班級崩潰、欺凌問題、曠課、教師領導能力不足……現在，圍繞所謂的「學校」的世界，各種各樣的問題都全被報道出來了。發現了這些問題後，要解決卻很不容易。各位教師嘗試挑戰了好幾次，但都失敗了，並且連他們也感到十分絕望。人與人的心在與存在的「明」、「暗」的二面，並且，藉着由任何人都能碰到的「危險」的事情，不單描寫單純的學校問題，而且把人本身的真實一面展現出來。
每天渡過平靜日子的喜里丘中學的教室，突然發生了女學生的墮樓事件。校內的教師都被這事件忙得東跑西竄。「是意外嗎？」「是自殺嗎？」在場者之中，有位是剛剛赴任的臨時教師，這事件令他的作育英才的理想發生了巨變。雖然和她相處只有數日，但他正重新思考她那些難以理解的言行舉止。到底在她身上發生過甚麼事？難道各年級都有欺凌的問題？這感到困惑的男人，正努力尋找各疑問的答案。但副校長竟說：「請不要做那些無謂的事吧。既然現在的事件已經結束，我亦很謝謝你」。各種各樣的想法，已令學校捲進了旋渦。接著，一個律師出現，為了了解真相……

### 第一部份
故事講述女律師積木珠子（菅野美穗飾演），如何看見一間平凡中學的陰暗一面。喜里丘中學的臨時教員加地耕平（伊藤淳史飾演）對於不上學的學生藍澤明日香（志田未來飾演）感到擔心。另一方面，明日香到珠子工作的法律事務所找珠子，珠子假裝不在。第二天，喜里丘中學便發生明日香墮樓意外。珠子原本對明日香的事完全不感興趣，之後展開調查也不是因為知道明日香持續受到欺負才導到自殺，而是有一次看到以前自己在小明日香面前撕破扔掉的一篇文章，文章是小明日香以珠子為題材所寫的，珠子讀後對自己以往對明日香的態度感到後悔。
珠子為了減輕對明日香的罪疚感開始追求真相，其間不斷發現喜里丘中學的醜惡一面。副校長雨木真澄（風吹純飾演）簡直就像與學生連成一氣，極力隱藏事實的真相。就在加地及瀨里直之（谷原章介飾演）紛紛投向學校一方時，珠子一度覺得絕望，但體育教師戶板篤彥（大倉孝二飾演）及前2年3組班主任三澤亞紀子（市川實和子飾演）提供新的資料令珠子重燃希望，並下定控告喜里丘中學的決心。

### 第二部份（裁判篇）
故事發生在第一部份的一年後，珠子控告喜里丘中學的審訊已經開始，學校的教師們也陸續被傳召出庭作證。加地已成為正式教師，竭力地以自己的信念保護學生，甚至說出「如果有欺凌事件，讓我來負責任」。然而，喜里丘中學的內部矛盾卻沒有停止，控辯雙方都想找出願意供出欺凌事件的教師。加地班內的一個學生，一直受到欺凌和忽視，珠子把她安慰，並從中聽到校園的內的欺凌狀態。其後，熊澤老師（佐藤二朗飾演）在庭上說出明日香的確曾受欺凌，把法庭的形勢逆轉。此時，雨木副校長的兒子出獄，更令她方寸大亂，作證時甚至完全否認欺凌存在。
雖然珠子盡力避免傳召青年人上庭，但其中一名欺凌者的母親為除去污名，不惜要兒子上庭作假證；後來他父親的事東窗事發，他承受着被嘲笑的恥辱。加地和珠子了解過後，加地開始正視班內問題，校內教師也向副校長要求處理欺凌問題。

## 登場人物及演員
註：括號內的數字，前者為第１部份時的年齡，後者為第２部份時的年齡

### 法律事務所
- 積木珠子（30→31）：菅野美穗（粵語配音：程文意）

本劇的主角。是為一名女律師。曾在22歲時與一位男子結婚。這男子的前妻子生下一個孩子後不久就去世了，而那位孩子就是藍澤明日香。那男子在與積木結婚時也帶着明日香，因此積木一度成為明日香的母親。然而，在結婚後不久，那男人就離積木而去了。珠子起初對於明日香的死毫不感到興趣，但當逐漸認識事件的真實一面後，決定控告喜里丘中學。當原本作為戰友的加地及瀨里紛紛投向雨木副校長的一方後，珠子一處於孤立局面。但在珠子的不斷努力下，新的証據、証人及戰友紛紛出現，令訴訟開始出現勝算。直之曾指珠子只是為明日香報仇才興起訴訟，但其實經過一連串經歷，珠子的內心也已起了變化。在第二部中，即使被原事務所解僱，但仍以原告（藍澤謙太郎）身份出庭，雖然被告一方充足的準備一度令珠子取勝無望，但熊澤老師的証供令形勢突然逆轉。
- 宇田昌史（30→31）：前川泰之（粵語配音：劉昭文）

珠子的後輩，年輕律師一名，是瀨里的得力助手。珠子被解僱後全面接替她在事務所的案件。
- 瀨里直之（36→37）：谷原章介（粵語配音：蘇強文）

律師，承繼父親瀨里行彥的法律事務所，與珠子之間有婚約。開始時是珠子的好伙伴，但後來為了事務所長遠發展，毅然接受了替喜里丘中學辯護的委託。向珠子作出「如不放棄起訴，就把你解僱」的最後通牒，最後他跟珠子的婚約亦因此事作罷。當雨木對他說出明日香自殺的真相後，直之深信這場官司的勝利必屬於他們一方。
在第二部中，作為喜里丘中學的辯論律師跟珠子對立，並由於在証人及証據搜集方面準備充足，令勝利天平傾向校方。但熊澤老師的証詞令形勢逆轉，劣勢下直之向雨木提出一邊承認學校存在欺負問題，一邊堅持明日香的死純屬意外，但不為雨木所接納。

### 西多摩市立喜里丘中學
- 加地耕平（24→25）：伊藤淳史（粵語配音：李錦綸）

理科老師。作為喜里丘中學臨時教師赴任，擔任有欺凌事件的二年三組的班主任。以成為金八老師那樣的老師作為目標，但做事總是優柔寡斷。先是對明日香的自殺事件上抱有疑問，並發覺二年三組的學生及教師們有異常的表現，與珠子一起在學校尋求事實真相。後來受到兼良的擺佈及雨木的影響，竟背叛了珠子。自此之後，堅信「學校沒有欺凌事件」，成為正式教師後更是對雨木唯命是從。自以為自己正在保護着學生，並沒有察覺他看到的其實只是假象。
在第二部中，已跟早紀訂立婚約，並準備於官司完結後舉辦婚禮。與此同時，自身性格的陰暗面表露無遺，對其他教師的態度開始變得傲慢，並以「令人不快的事件」來形容明日香自殺事件。作為証人出席審訊，但為了自保將責任全推卸給珠子。正如戶板所言，加地已淪為「雨木的走狗」。後來熊澤告訴他有關加壽子被欺負的事實，終於知道珠子所言屬實。
- 大城早紀（27→28）：真木陽子（粵語配音：鄭麗麗）

社會科教師，先是作為雨木的得力助手。稱教師這份職業為「聖職」，但實際上是沒有作為教育家理念的典型教師。在上課時對學生的不專心採取放任態度。在之前的學校任教時，跟學生家長有過不尋常關係，結果遭到前任學校辭退。當被學生山藤拓巳揭露此椿醜聞後，打算就此辭職，但最後被雨木挽留。後逐漸對加地抱有好感，並與他開始交往。
第二部中，由於受到加地的一句「教師不是萬能，也不是什麼聖職」深深打動，並跟他訂立婚約。後來，慢慢感到加地變得自以為是，更為他「如果有欺凌事件自己會承擔責任」這種無責任的承諾感到不安，並因此對耕平說出「學生如果死了，如何去負責任? 這種責任誰也負不起的」
- 吉越希美（25→26）：酒井若菜（粵語配音：梁少霞）

英語教師。作為美人兒在學校深受學生的歡迎，但實際上除了日間的當教師外，還會到在夜店工作。跟三澤及熊澤一樣，害怕承認校內欺凌事件的存在。
- 戶板篤彥（29→30）：大倉孝二（粵語配音：葉振聲）

體育教師，經常口不擇言。為全校學生訂購體育服，私下收取供應商的回佣。此事被大城及加地知道，因而被雨木勒令回家反省。批評對雨木副校長唯命是從的加地為「雨木的走狗」。由於沒錢付女兒的養育費，於是向珠子提供情報。
- 八幡大輔（25→26）：水嶋宏（粵語配音：黃啟昌）

數學教師。曾在網上留言板打上「我是神」的字樣，被眾人認為是優秀教師的人選。由於忘記遞交學生指導紀錄，竟將全部指導紀錄一併偷去。跟加地一樣，也是以成為金八老師作為目標。在第二部，由於工作壓力及對理感到絕望以致終於陷入情緒不穩狀態。並因為過度錯亂發狂，被加地掌摑了。
- 熊澤茂市（45→46）：佐藤二朗（粵語配音：梁志達）

國語教師。看上去是性格溫厚的教師，但為了避免自己被追究責任，隱瞞學生的問題行為。跟大城一樣，沒有盡教師的責任。
在第二部中，當一年前女兒被教師性騷擾時自己向學校認錯的行為被女兒所不齒，結果女兒至此長時間離家出走。跟三澤一樣，由於害怕被雨木迫害，對學校的欺凌繼續保持忽視的態度。但是在法庭上，在珠子的勸導下，流淚坦承喜里丘中學有欺凌事件存在。後來告訴耕平有關加壽子被欺負的事。
- 大桑久雄（40→41）：戶田昌宏

主任班的教師，也負責會計的工作。
- 雨木真澄（53→54）：風吹純（粵語配音：蔡惠萍）

喜里丘中學副校長。處處以「學校」的利益考慮，是典型的保守派。雖然三澤老師三番四次向她報告被報告明日香遭欺負的事，但她一直抱無視的態度，並利用自己的職權打算以「墮樓意外」作為解決明日香自殺事件的手段。雖然起初珠子只是想追求事件的真相，但雨木仍保持一貫無視的態度。為了進一步打擊珠子，僱用直之作為校方的辯護律師。同時間，因傷人罪入獄的兒子雨木音也對她的態度也異常惡劣。
在第二部，音也出獄並回到家裡，不過從音也染血的衣服可以看出他的問題行為仍舊進行着，發現後，立即以大量洗衣粉清洗染血的衣服。對於兒子的事，雨木仍舊表面上裝作不知。隨着訴訟開始，開始向其他老師施加壓力以求勝利。但熊澤老師的証供令形勢開始轉變。
- 高野：

前劍道學會顧問。
- 三澤亞紀子（28→29）：市川實和子

前2年3班班主任。性格非常孩子氣，但對於學生看來仍是很關心的。曾就明日香被欺負的事向副校長雨木投訴，但雨木不但不受理，還令三澤重寫對明日香的指導紀錄，最後三澤仍被迫離開學校。
在第二部，作為原告一方的証人出庭作証，但由於期間被揭發在任期間指導力不足，令其証供變得不可信。
- 美術科教師：諏訪友紀
- 保健科學教師：橫山真弓
- 鶴田：佐藤正和

科學科教師。
- 校長：鶴谷嵐

### 喜里丘中學2年3班→3年3班的學生
耕平負責的班級，班上表面看來沒有什麼問題，但其實大部份學生的品格低下，背後進行欺凌其他學生的勾當。耕平雖然發現學生部份行為有異常狀況，但實際調查時沒有人承認有班級欺凌發生。校方以粉飾太平為大原則，更令加害人更可肆無忌憚地繼續欺凌行為。而受欺凌的學生，全部是班中性格較懦弱的女生。
- 藍澤明日香（13[2]）：志田未來（小學生時：小野花梨）（粵語配音：何璐怡）

一直在兒童院長大。藍澤謙太郎及麻美的親女兒。她是一名經常曠課的學生。在加地老師到來任教後的某一天，便因之前一直受到同學們的欺凌，而從3樓的教室的窗戶墮樓身亡（疑似自殺）。但事件卻被當作「墮樓意外」處理，而傳媒也對事件作出誹謗性的報導，並形容明日香為「差劣的女少年犯」。
- 仁科朋美（14→15）：谷村美月（小學生時：佐藤未來）（粵語配音：張頌欣）

可能是明日香唯一的朋友。跟明日香一樣，也是受着同班其他同學的欺凌。一度想向珠子說出真相，但由於知道元兇不用因此填命，拒絕向珠子透露實情。
- 山田加壽子（14→15）：鈴木霞 （粵語配音：林元春）

喜歡穿着哥德蘿莉服裝的少女，自稱「Poe」。模仿早紀想將耕平拉入時鐘酒店，他們互相拉扯的情形被人拍下了。第二部，喬裝打扮到法庭聽審，對忽視欺凌問題，並把責任推給珠子的耕平感到失望。拿出當初在酒店門前跟耕平拉扯的照片交給珠子，並提議以此可令耕平身敗名裂，但珠子立刻識破這是加壽子的自導自演。事實上，加壽子也是被兼良為首的學生欺凌，被人稱為「滓子／怪獸子」，自卑的她以「黑色的雞」來形容自己。就在將自己所作的詩交給珠子後，登上了高樓打算自殺。後被察覺自己遭人欺凌的珠子所勸服，決定不回學校。數日後，對喜里丘中學徹底失望的雙親替其辦理退學手續，並準備為此搬家。臨行時，從耕平手上接過部份同學的道歉信，並且如常戲弄耕平一番，然後隨雙親離去。
- 兼良陸（14→15）：富浦智嗣（粵語配音：曹啟謙）

劍道部的學生。表面上性格懦弱，但這一切都是愚弄老實及優柔寡斷的耕平的把戲，背後則煽動其他學生欺凌明日香、朋美及加壽子。明日香用父親的手錶典當得來的錢買來教科書，但他轉頭把教科書燒掉。仗恃自身的家庭背景，得到校方的袒護。當珠子不得要領離開學校時，就如同勝利者一般向珠子伸出舌頭示威。
在第二部，雖然作為嫌疑者被調查，但知道就算自己的欺負行為導致明日香的自殺也不會被起訴，所以仍舊繼續自己的欺凌行為。
- 山藤拓巳（14→15）：登野城佑真

在課堂上無視授課導師做着與課堂無關的作業，被耕平發現後憤然離開教室，山藤的母親後以「妨礙學生的自主性」為由訓斥加地。後來把早紀在以前學校的醜聞印成海報在校分發，理由竟然只是「覺得有趣」。跟兼良一樣，是品格低下的學生。
- 山西麻衣（14→15）：伊藤沙莉

學業成績最好的女高材生。有自殘的癖好。麻衣喜歡尾隨兼良進行欺凌行為，她的理由竟是「這不代表她是欺凌的主導者」。對於自己有份欺凌他人的意識薄弱，因她完全沒有罪疚感。明日香與加壽子都是麻衣欺凌的對象，暗地裡她亦看不起別人。
- 須藤彩佳（14→15）：柳田衣里佳

麻衣的朋友。起初她亦參與欺凌行為。童年曾經歷跟奶油泡芙有關的創傷。
- 德田嘉則（14→15）：

兼良的同學兼部下。積極參與欺凌行為。只要被兼良見到軟弱的一面，立刻成為他欺凌的對象。
| - 本多雅樹：池田晃信 - 白井岳志：城野真之介 - 井川勝：池田仁 - 榎本宏太：五十嵐颯斗 - 岡崎克幸：山田貫太 - 久保田陽介：前田賢 - 小林祐樹：池田純 - 佐竹慎也：川崎康太郎 - 立花洋平：原田光 - 坪井雅治：本庄正季 - 中野淳一：押川大輔 - 沼田正太郎：金子大暉 - 東川毅：飯島耕大 - 松本健太：鵜飼慎吾 | - 渡瀨海斗：岡本康太郎 - 稻葉沙織：鈴木瑠華 - 上野優菜：大驛阿須實 - 木村春美：青木琴子 - 佐藤瑞希：服部瞳 - ：安田望 - 相馬琴音： - 高橋葵：長坂美久江 - 寺田真央：赤見香奈 - 豐浦美咲：大屋真子 - 野部千春：山本光（山本ひかる） - 濱野七海：井上栞 - 森田雅代：山口李菜 - 吉井由里：坂本涼香 |

### 其他角色
- 西餐廳
  - 廚師：
  - 大媽：
- 西原：高田聖子

護養設施的人員
- 日野圭輔：小市慢太郎（粵語配音：朱子聰）

心療內科醫生。
- 雨木音也（20→21）：五十嵐隼士（粵語配音：梁偉德）

雨木真澄的兒子。因傷人罪在獄中服刑，對母親十分憎恨。在第二部，出獄後跟母親同住。
- 熊澤櫻：波瑠

熊澤茂市的女兒。曾被學校的老師性騷擾，繼而動手毆打該名老師。後父親茂市為此事向校方道歉，櫻對父親的懦弱表現感失望，至此長時間離家出走。
- 山藤美佐：

山藤拓巳的母親。
- 藍澤謙太郎：河原雅彥

藍澤明日香的父親、珠子的前夫、案件的原告。患有痴呆症，這亦是突然離開珠子及明日香的原因。現在已無法記起珠子，但為了女兒明日香，仍親自將印章交給珠子。
- 藍澤惣次郎：山本學（粵語配音：譚炳文）

藍澤謙太郎的父親。當初也是一直逃避珠子及明日香。後理解謙太郎的心情，願意成為患有痴呆症的謙太郎的法定代理人展開訴訟。
- 長部祐一：齊藤嘉樹（粵語配音：伍博民）

3年級學生、報紙學會成員。希美曾是他的班主任，不過一直弄錯「長部」為「長谷部」。
- 實緒：

女高中生。曾與兼良陸的父親進行援助交際。
- 瀨里行彥：勝部演之

瀨里直之的父親。
- 村雲初枝：森康子

西多摩市教育委員會的委員。對教員的領導能力進行調查。
- 兼良由香里：渡邊典子（粵語配音：陸惠玲）

兼良陸的母親。

## 播放日期、副題及收視率
| 集數       | 播放日期   | 副題       | 副題                       | 收視率 |
| ---------- | ---------- | ---------- | -------------------------- | ------ |
| 1          | 2007/04/12 |            | 欺負與判決                 | 14.2%  |
| 2          | 2007/04/19 |            | 學校崩潰                   | 11.3%  |
| 3          | 2007/04/26 |            | 女教師秘密的臉             | 10.7%  |
| 4          | 2007/05/03 |            | 校園的奇妙事件             | 10.4%  |
| 5          | 2007/05/10 |            | 教員室的欺凌!!             | 9.0%   |
| 6          | 2007/05/17 |            | 戀愛的心情                 | 10.1%  |
| 7          | 2007/05/24 |            | 第一部份完結!!起訴         | 10.2%  |
| 8          | 2007/05/31 |            | 第2部份!!法庭對決          | 11.0%  |
| 9          | 2007/06/07 |            | 大扭轉的重要證人           | 11.9%  |
| 10         | 2007/06/14 |            | 少年的出庭                 | 12.1%  |
| 11         | 2007/06/21 |            | 震驚!!最後的證人           | 10.7%  |
| 大結局     | 2007/06/28 |            | 感動的結局!!到希望的明天去 | 12.4%  |
| 平均收視率 | 平均收視率 | 平均收視率 | 平均收視率                 | 11.2%  |

## 製作人員
- 原作：富士電視台原作故事
- 編劇：坂元裕二
- 音樂：岩代太郎（原聲大碟、Warner Music Japan）

演奏：東京都交響樂團
- 技術監製：小椋真人
- 攝影：加藤文也、藤枝直人
- 美術監製：關口保幸
- 副監督：山本一男
- 副導演：石井祐介
- 副監製：大澤惠
- 監製：鈴木吉弘、菊地裕幸
- 導演：河毛俊作、葉山浩樹、西坂瑞城
- 製作：富士電視台電視劇製作中心
- 製作著作：富士電視台

## 主題曲
- 「Water Me」 - BONNIE PINK

## 花絮
- 播出劇集前，關於墮樓女生一角是誰，眾說紛紛，有人認為答案可能是志田未來飾演的藍澤明日香。因為珠子似乎就是為藍澤出頭而去調查此事件的。
- 志田未來是繼《14歲的母親》再次跟谷村美月合作。
- 除谷村美月外，本劇還有不少演員，過去也曾與志田未來共同演出過（在《女王的教室》等作品中）。

## 獎項
- 第53回日劇學院賞主演女優賞：菅野美穗
- 第53回日劇學院賞腳本賞：坂元裕二

## 在劇中登場的事物
登場人物所有的手提電話（皆為贊助劇集的KDDI的au手機）
- 積木珠子：MEDIA SKIN
- 加地耕平：W51SA
- 大城早紀：W51H
- 吉越希美：W51CA
- 戶板篤彥：W51S
- 八幡大輔：W51SH
- 藍澤明日香：W43HII
- 瀨里直之：W51K
- 山田加壽子：W52T

## 外部連結
- 電視劇官方網站
- 外景拍攝場地一覽表 （页面存档备份，存于） 衛星圖

## 作品的變遷
| 日本富士電視台 木曜劇場              | 日本富士電視台 木曜劇場                | 日本富士電視台 木曜劇場 |
| ------------------------------------ | -------------------------------------- | ----------------------- |
|                                      | 我們的教科書 （2007.4.12 - 2007.6.28） |                         |
| 料亭小師傅 （2007.1.11 - 2007.3.22） | （2007.7.5 - 2007.9.20）               |                         |